# Лемболово (деревня)
Ле́мболово — деревня в Куйвозовском сельском поселении Всеволожского района Ленинградской области.

## История
В 1958 году население деревни составляло 205 человек.
По данным 1966, 1973 и 1990 годов деревня Лемболово находились в составе Куйвозовского сельсовета.
В 1997 году в деревне проживали 154 человека, в 2002 году — 169 человек (русских — 87 %), в 2007 году — 198.

## География
Деревня расположена в северной части района на автодороге А120 (Санкт-Петербургское северное полукольцо, бывшая 41А-189 «Магистральная» (Р21 — Васкелово — А121 — А181)).
Расстояние до административного центра поселения 12 км.
Расстояние до ближайшей железнодорожной платформы Лемболово — 15 км.
Деревня находится между посёлками Лесное и Стеклянный к западу от озера Силанде.

## Демография
| 1958 | 1997 | 2002 | 2007 | 2010 | 2017 |
| ---- | ---- | ---- | ---- | ---- | ---- |
| 205  | ↘154 | ↗169 | ↗198 | ↘56  | →56  |

### Национальный состав
Согласно данным Всероссийской переписи населения 2021 года в деревне проживали 79 человек, из них:
 русские — 67, украинцы — 1, финны — 1 человек, остальные национальность не указали.

## Улицы
Дорожная, Дружбы, Магазинная, Магазинный переулок, Полевая, Связи.